# Trescore Balneario

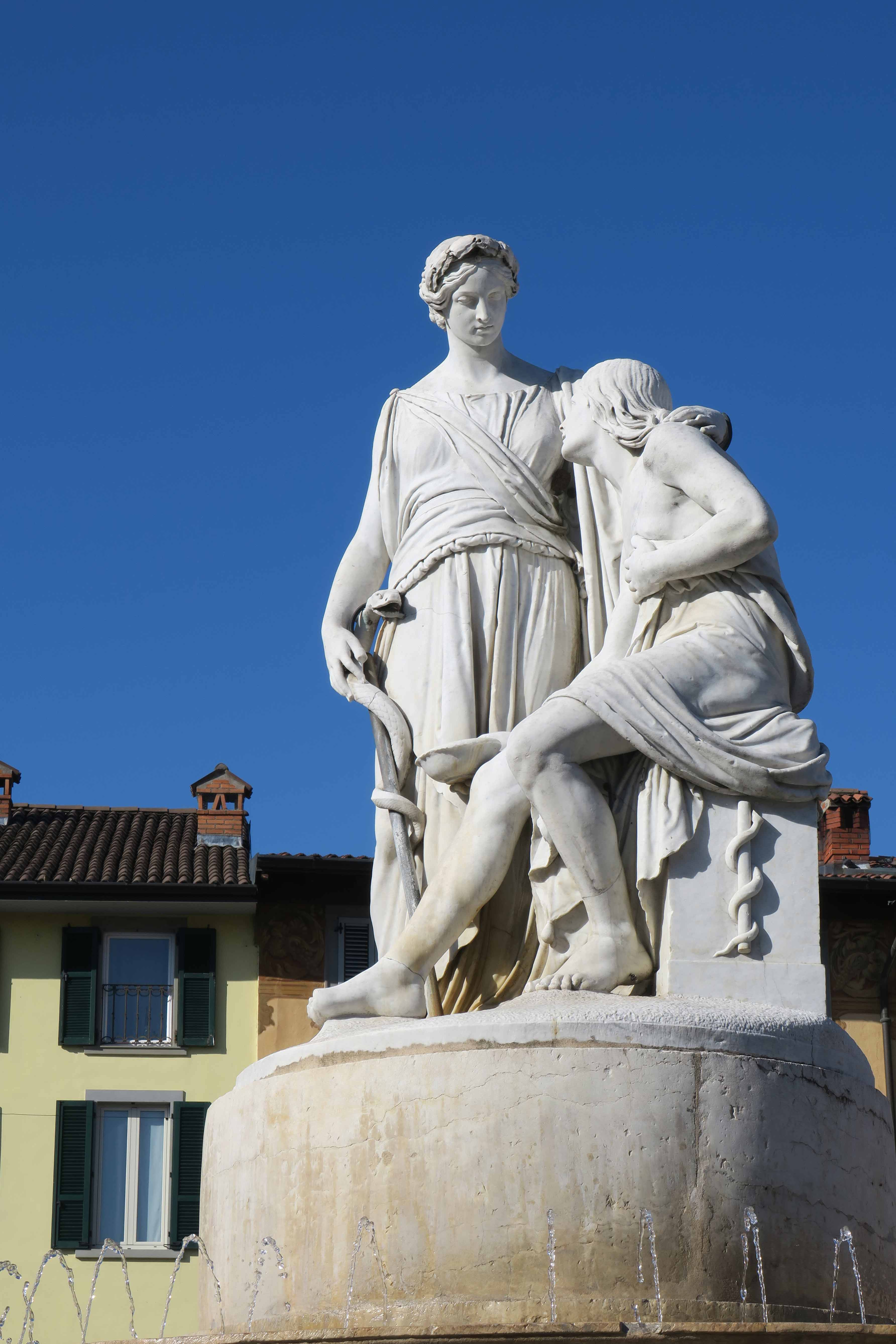
Fontana Dea Igea

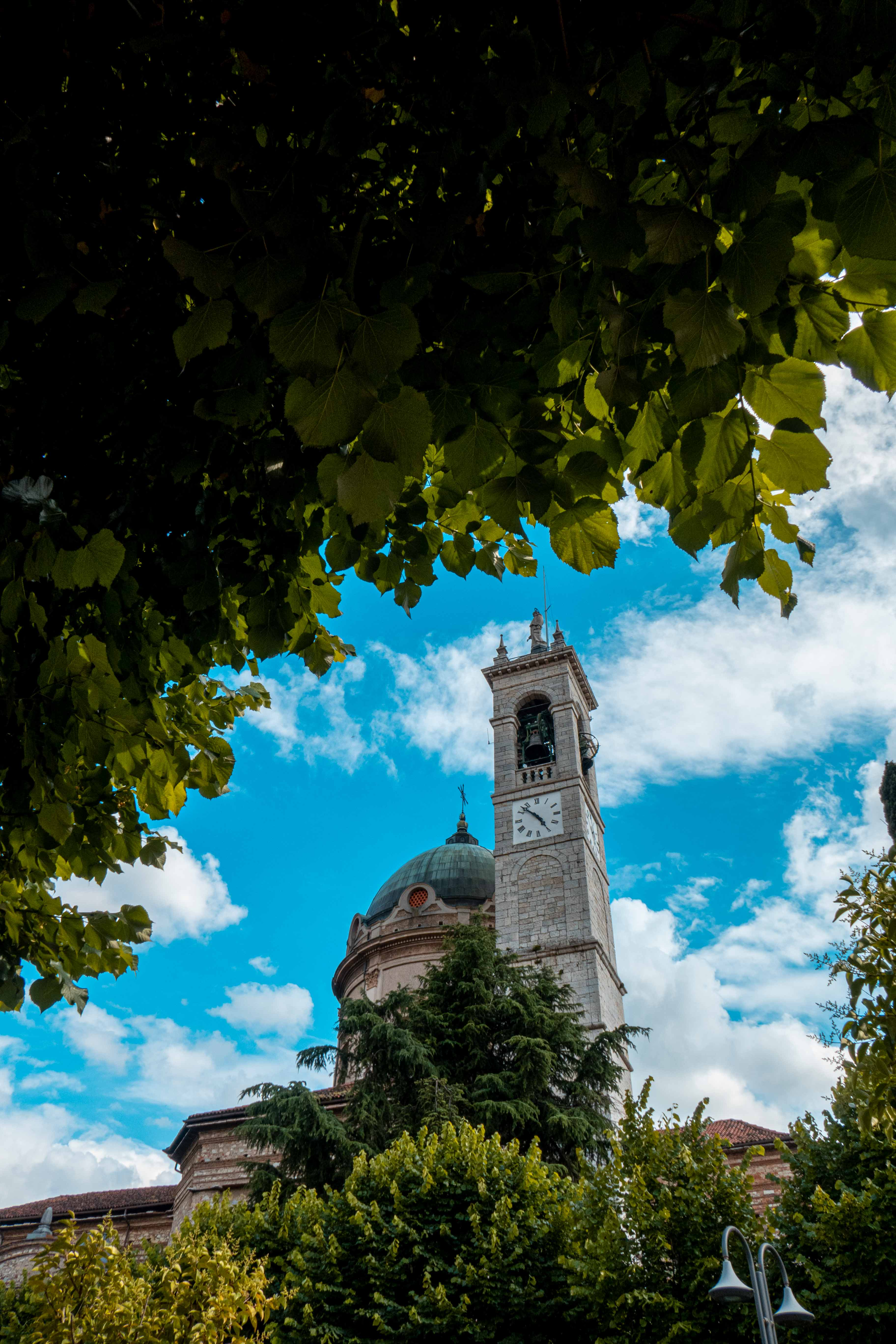
Parrocchia di San Pietro e Paolo

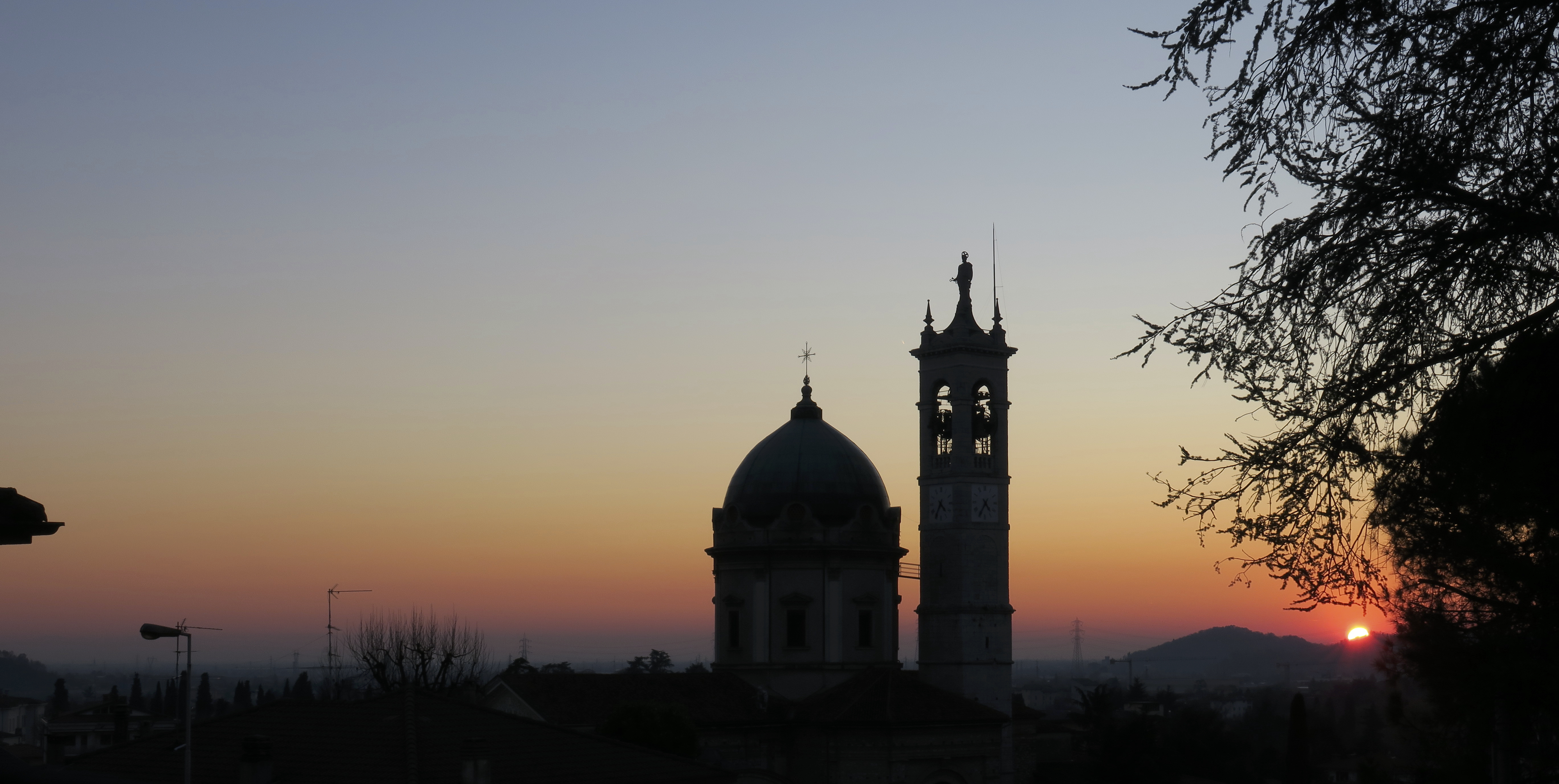
Parrocchia di Trescore Balneario al tramonto

Trescore Balneario [tɾesˈkoːɾe balneˈaːɾjo] (Trescùr Balneàre [tɾesˈkuɾ balneˈaɾe] localmente pronunciato [trehˈkur] o semplicemente Trescùr in dialetto bergamasco) è un comune italiano di 9 900 abitanti della provincia di Bergamo in Lombardia.

## Geografia fisica

### Territorio
Situato a circa 15 chilometri a est di Bergamo, è sempre stato il centro principale della bassa Val Cavallina e, lungo i secoli, capoluogo amministrativo. Nominato in un documento del 996 con la forma Trescurium. In altri documenti e mappe, in prossimità al luogo dove sorge l'attuale paese esisteva un luogo di nome "Leuceris". Per questo motivo non si sa con esattezza la provenienza del nome e l'esatto nome dell'antico borgo che sorgeva negli stessi luoghi nell'antichità.
Tradizionalmente si suddivide nelle contrade Piazza, Torre, Strada, Riva, Macina, Fornaci, Canton-Vallesse, Minardi , Redona (l'unica frazione comunale) e Muratello.
È attualmente un grosso centro commerciale, artistico e termale. In effetti deve la sua fama proprio agli stabilimenti termali che, conosciuti già dai Romani per la loro efficace terapia, vennero valorizzati da Bartolomeo Colleoni e sono stati oggetto di numerose ristrutturazioni.

## Storia

### Simboli
Lo stemma e il gonfalone sono stati concessi con decreto del presidente della Repubblica del 9 novembre 1958.
Il gonfalone è un drappo partito di rosso e di giallo.

## Monumenti e luoghi d'interesse
Notevoli le tracce architettoniche e i monumenti appartenenti un po' a tutte le epoche. Nella spaziosa piazza di Trescore, dallo schema regolare, troneggia la possente Torre Suardi del XIII secolo ripristinata nel Settecento nell'originale altezza.
Proseguendo nella via principale, si incontra subito la chiesa parrocchiale di San Pietro in stile neoclassico,  dalla bella cupola affrescata da Vittorio Manini, dove si conservano interessanti dipinti dei veneti Antonio Balestra e Sebastiano Ricci e del bergamasco Ponziano Loverini. L'altare maggiore in marmo è attribuito allo scultore Bartolomeo Manni di Rovio. Molto antica è la piccola chiesa di San Vincenzo nella località Torre. Di particolare interesse è la piccola chiesa di San Cassiano documentata già nel 1105, di cui rimane solo la parte absidale.
Trescore è inoltre conosciuto per un gioiello: gli affreschi di Lorenzo Lotto nella cappella Suardi situata all'interno della villa privata dei discendenti Suardi, lungo la statale del Tonale. Il ciclo di affreschi è dedicato alle Storie di Santa Barbara e Santa Brigida ed eseguito su commissione della famiglia Suardi nel 1524.
Lungo la strada che porta a Cenate Sopra, in località Canton, si trova l'imponente struttura di villa Terzi, una delle espressioni più complete e significative di architettura settecentesca dell'intera provincia. Trescore ospita anche un ospedale, fondato da don Isidoro Bortolotti, morto nell'autunno 1837, che aveva acquistato a sue spese (all'inizio dell'Ottocento) parte dall'ex convento dei cappuccini. Numerose le chiese sussidiarie, alcune di epoca romanica, altre del periodo barocco, che conservano pregevoli opere d'arte.
Salendo al colle Niardo si può ammirare il castello omonimo.

## Società

### Evoluzione demografica
Abitanti censiti

## Cultura

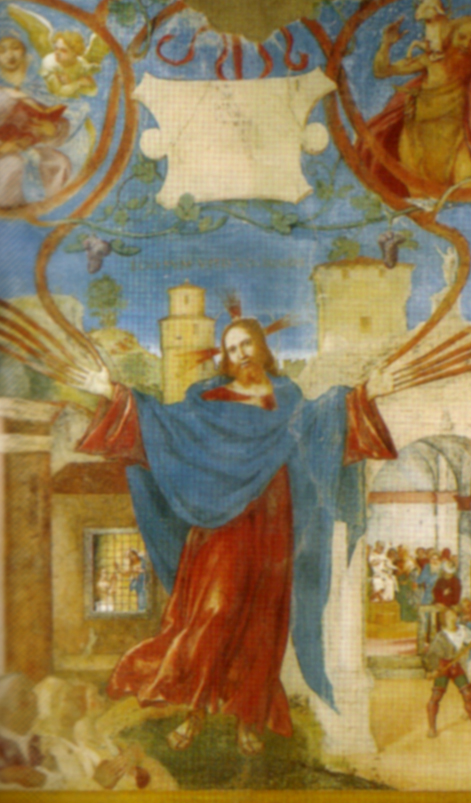
Affreschi di Lorenzo Lotto nella Cappella Suardi

### Eventi
- Festa dell'Uva e dell'Agricoltura Bergamasca: dura nove giorni, e cade solitamente nelle prime settimane di settembre. È la festa storica di Trescore, durante la quale si propongono concerti, cabaret e eventi folcloristici. Si conclude sempre con una sfilata di carri allegorici.
- Festa Birra e Musica di Trescore Balneario: si svolge tradizionalmente nella seconda metà di agosto ed è uno dei maggiori festival musicali ad ingresso gratuito del nord Italia.
- Infestado: festival di promozione della creatività che dà spazio a giovani musicisti, pittori, scultori, fotografi e scrittori. Si svolge nella seconda metà della stagione primaverile.

## Amministrazione
L'amministrazione comunale ha sede nello storico palazzo Comi.
Il 15 giugno 2008 la comunità è stata chiamata alle urne per esprimere il proprio parere circa l'iniziativa, proposta dal sindaco Alberto Finazzi, sul cambio della denominazione da "Trescore Balneario" a "Trescore Terme", promossa per stimolare la crescita del comparto turistico e dell'indotto ad esso collegato.
Il referendum consultivo, senza quorum richiesto, ha visto la partecipazione di quasi il 41% degli aventi diritto.
La maggioranza di coloro che si sono recati alle urne, il 77,2% (2.001 voti), ha votato NO, il rimanente 22,8% (597 voti) si è dichiarato invece favorevole all'iniziativa. La consultazione popolare quindi ha avuto come effetto il mantenimento dell'attuale denominazione.
I sindaci dal 1985 a oggi sono stati:
| Periodo          | Periodo        | Primo cittadino      | Partito                                 | Carica  | Note   |
| ---------------- | -------------- | -------------------- | --------------------------------------- | ------- | ------ |
| 16 febbraio 1985 | 20 luglio 1990 | Alessandro Tommasini | Democrazia Cristiana                    | Sindaco | [ 10 ] |
| 27 luglio 1990   | 24 aprile 1995 | Alessandro Tommasini | Democrazia Cristiana                    | Sindaco | [ 10 ] |
| 24 aprile 1995   | 14 giugno 1999 | Mario Sigismondi     | Lista civica                            | Sindaco | [ 11 ] |
| 14 giugno 1999   | 14 giugno 2004 | Mario Sigismondi     | Lista civica                            | Sindaco | [ 11 ] |
| 14 giugno 2004   | 8 giugno 2009  | Alberto Finazzi      | Lega Nord                               | Sindaco | [ 11 ] |
| 8 giugno 2009    | 26 maggio 2014 | Alberto Finazzi      | Lega Nord                               | Sindaco | [ 11 ] |
| 26 maggio 2014   | 26 maggio 2019 | Donatella Colombi    | Lista civica "Consensocivico"           | Sindaco | [ 11 ] |
| 27 maggio 2019   | 11 giugno 2024 | Danny Benedetti      | Lega Salvini Premier - Viviamo Trescore | Sindaco | [ 11 ] |
| 11 giugno 2024   | in carica      | Danny Benedetti      | Viviamo Trescore Centro Destra Unito    | Sindaco | [ 11 ] |

### Gemellaggi

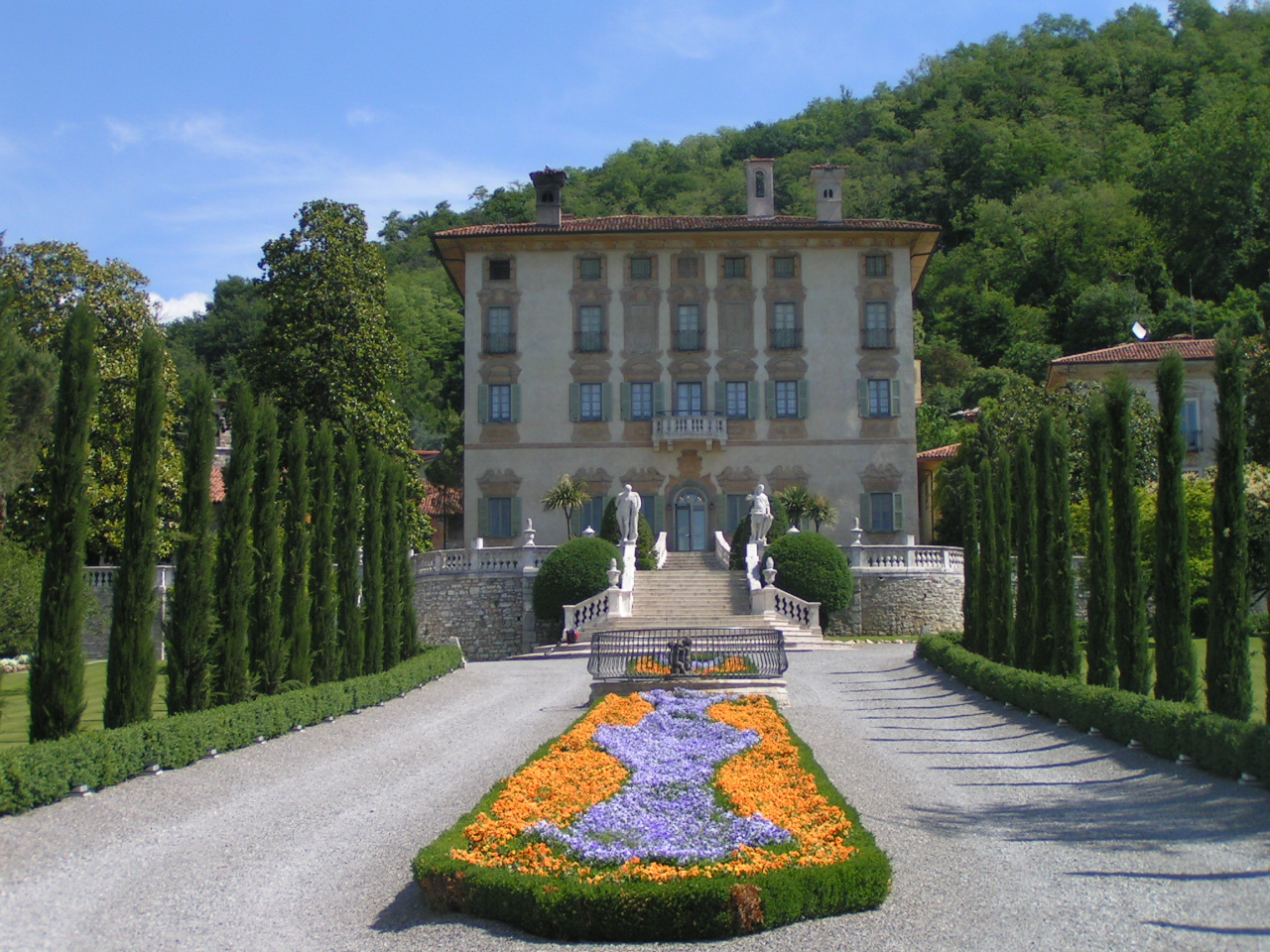
Villa Terzi

- Zuera, dal 2006[12]
- Čelákovice, terminato nel 2016[13]Villa Terzi

## Infrastrutture e trasporti

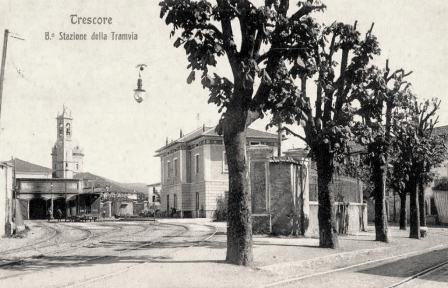
La stazione dei tram

Attraversata dalla strada statale 42, Trescore ospitò fra il 1901 e il 1931 un'importante stazione tranviaria di diramazione fra la tranvia Bergamo-Trescore-Sarnico e la Tranvia della val Cavallina, che sorgeva nell'area antistante la parrocchia di San Pietro Apostolo, in seguito urbanizzata con la costruzione di alcuni palazzi.

## Sport
La principale società calcistica del comune è l'Aurora Trescore, con squadre di calcio e basket; la squadra di calcio attualmente milita nel campionato lombardo di Seconda Categoria.
La squadra di pallavolo femminile gioca le proprie partite casalinghe nel PalaTerme (capienza di circa 400 spettatori).
La squadra di Rugby Raptors Valcavallina disputa le partite nel campo del PalaTerme.
Originari di Trescore Balneario sono il noto allenatore di calcio Bortolo Mutti, l'ex-ginnasta Daniela Masseroni, vincitrice della medaglia d'argento alle olimpiadi di Atene 2004, il portiere Alberto Brignoli e l'attaccante Valentina Giacinti.